# Харсдорф
Харсдорф (нем. Harsdorf) — община в Германии, в земле Бавария. 
Подчиняется административному округу Верхняя Франкония. Входит в состав района Кульмбах.  Население составляет 1018 человек (на 31 декабря 2010 года). Занимает площадь 10,18 км².
Коммуна подразделяется на 14 сельских округов.

## Административное деление
В настоящее время община Харсдорф подразделяется на 14 сельских округа:
| - Альтенройт (нем. Altenreuth) - Браунекк (нем. Brauneck) - Зандройт (нем. Sandreuth) - Леттенхоф (нем. Lettenhof) - Оберлайч / Зайерхаус (нем. Oberlaitsch/Seyerhaus) - Оберлоэ (нем. Oberlohe) - Риттерляйтен (нем. Ritterleithen ) | - Униц (нем. Unitz) - Унтерлоэ (нем. Unterlohe) - Хазельбах (нем. Haselbach) - Харсдорф (нем. Harsdorf) - Хеттерсройт (нем. Hettersreuth) - Хольцлуккен (нем. Holzlucken) - Цеттмайзель (нем. Zettmeisel) |

## Население
По оценке на 31 декабря 2015 года население общины Харсдорф составляет 980 чел. 

| Дата      | 1840 | 1871 | 1900 | 1925 | 1939 | 1950 | 1961 | 1970 | 1987 | 2011 |
| --------- | ---- | ---- | ---- | ---- | ---- | ---- | ---- | ---- | ---- | ---- |
| Население | 492  | 607  | 691  | 674  | 613  | 868  | 745  | 750  | 751  | 1006 |

| Год       | 1960 | 1970 | 1980 | 1990 | 2000 | 2009 | 2010 | 2011 | 2012 | 2013 | 2014 | 2015 |
| --------- | ---- | ---- | ---- | ---- | ---- | ---- | ---- | ---- | ---- | ---- | ---- | ---- |
| Население | 725  | 757  | 770  | 763  | 1056 | 1046 | 1018 | 1006 | 999  | 994  | 980  | 980  |